# 政府廉租屋

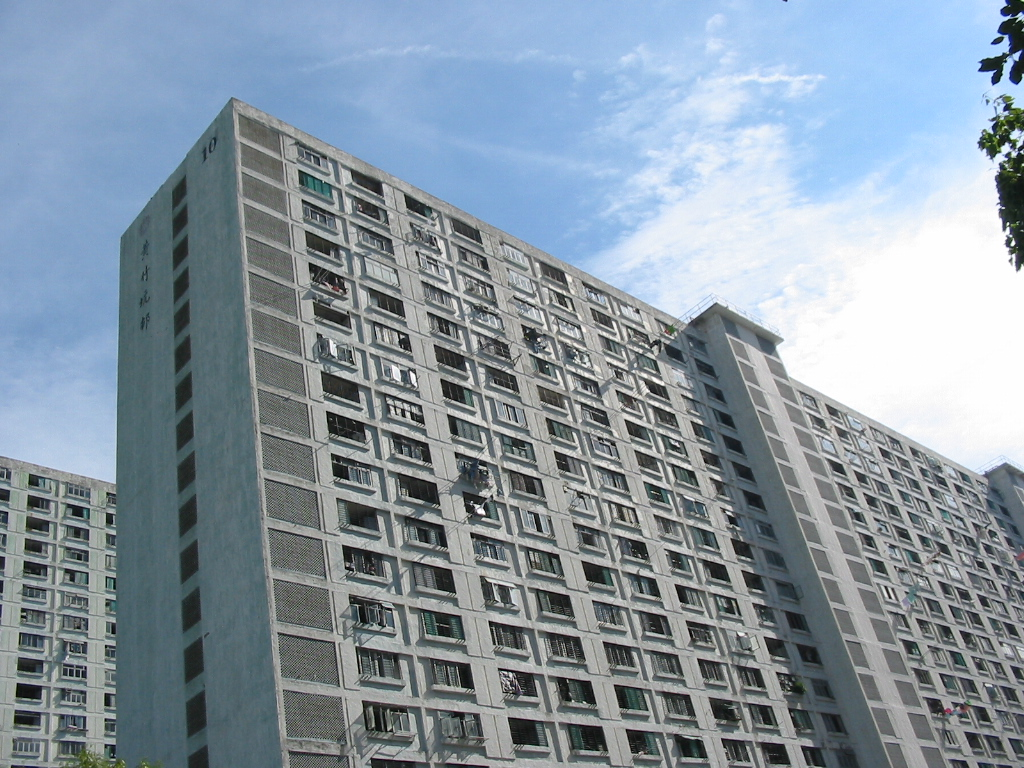
黃竹坑邨第10座，是典型的政府廉租屋樓宇

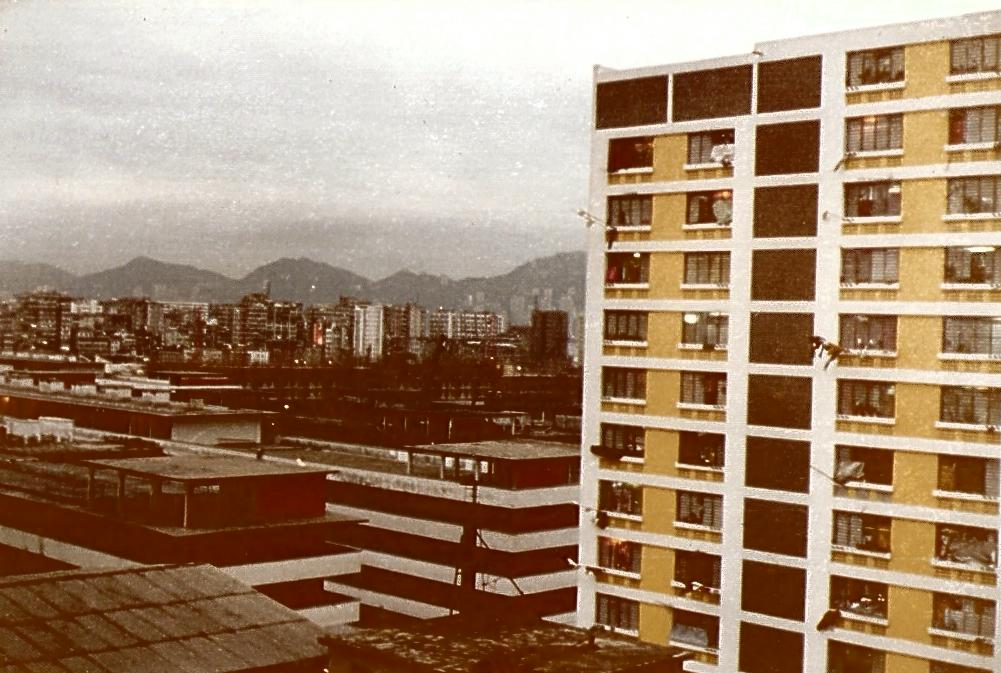
1980年代的元洲街邨第六座，是典型的政府廉租屋樓宇

政府廉租屋，全稱政府廉租屋計劃（英語：Government Low Cost Housing Scheme），是香港政府於1962年至1973年推行的建屋計劃，由工務司署設計及建築，建成後由香港屋宇建設委員會負責管理。至1973年，政府廉租屋歸入新成立的房委會管理，並與所有前屋建會廉租屋邨，以及日後房委會興建的屋邨統一劃為「甲類屋邨」。
政府廉租屋的服務對象與徙置區和屋建會廉租屋邨不同，是為一些入息低微而不合徙置資格，又不合屋建會申請標準，居住於惡劣環境的人士提供穩定的居所，1970年代的申請資格為家庭月入不超過900元。另外，作為公務員房屋資助的一部份，政府亦會抽出15%的單位分配予低薪公務員居住。另外，為簡化和加快廉租屋的申請和分配手續，屋宇建設委員會自1969年起將「政府廉租屋」和「屋建會廉租屋邨」的輪候冊二合為一，即將兩者統一處理。
徙置區主要安置受天災、火災、天台或山邊木屋清拆的民居，較少審核入住人士，對居民的改動或加建或佔用走廊等行為亦較少理會。相反，廉租屋與現今的公屋一樣，都需要向有關當局申請才能得到分配，所以對各方面都有嚴格限制，包括門窗顏色設計、內籠間格、窗花鐵欄、電線、鐵閘安裝等，均需統一。

## 屋邨設計
政府廉租屋並沒有如徙置屋邨般分多種型號，但仍可從外貌及內部設施分為兩種，分別為共用廁格的舊型及擁有獨立廁所的新型兩種。自1967年落成的牛頭角上邨開始，後期設計的政府廉租屋均採用右圖的款式，如沙田坳邨、黃竹坑邨、元洲街邨等。

早期長型政府廉租屋樓宇橫切面

最早期興建的舊型政府廉租屋樓宇為長型，樓高約7至8層。公共廁所設在大廈中間突出的部份，日後出現的第三型徙置大廈設計也參照於此，但徙置大廈設天台學校，政府廉租屋則沒有。
另外，同期興建的政府廉租屋樓宇亦有另一款樓高12層的長型和單塔型，這款樓宇設有兩部升降機，出現於觀塘（鯉魚門道）邨以外所以舊型政府廉租屋屋邨。12層的長型樓宇包括：
- 黃大仙上邨第5座（長怡樓）、第7、8座（長捷樓、長澤樓）；
- 長沙灣邨第10至12、14座；和
- 山谷道邨第2、3、5、7、17座；

單塔型樓宇則包括：
- 黃大仙上邨第6座（長滿樓）；
- 長沙灣邨第5座；
- 石硤尾邨第3座；和
- 山谷道邨第4、10座。雖然外牆設計與第四型徙置大廈相似，但單位仍不設廁所，第四型徙置大廈本以此為藍本，但在第一批第四型徙置大廈落成前，政府將之改變為設有獨立廁所之單位，因而使之出現分別。

最後興建、沒有獨立廁所的舊型政府廉租屋樓宇全為長型設計，樓高20層，設升降機。例如黃大仙上邨的東部五座（即東、南、西、北、中座五座)及牛頭角上邨的第9至12座，雖然樓高20層且設升降機，然仍未設有獨立廁所，因此它們屬舊型與新型之間的過渡設計。
值得一提的是，以上並未設在單位內設有獨立廁所的舊型政府廉租屋大廈，與一、二型徙置大廈不同者，是其公共廁所是兩戶共用一個專屬廁所，而非完全開放式的公共廁所，這一安排與第三型徙置大廈一樣。
新型政府廉租屋樓宇全為長型設計，而且多為多座相連。大廈單位設計較舊型有所改善，包括於露台的另一方加設獨立廁所，與及將單位闊度由舊型的11呎增至14.5呎（同期徙置大廈單位仍闊11呎）。樓層方面，除受機場高度限制的元洲街邨、何文田邨及高超道邨只獲准興建7-15層外，其餘均為約20層。另外，新型政府廉租屋邨亦較舊型的增設了不少社區設施，包括幼稚園、「火柴盒」小學等。
把新型政府廉租屋樓宇與同期興建的第四至六型徙廈比較，單位的窗與窗之間距離是相約的，而且是置於單位中間，不像徙置大廈的是置於單位的一邊。雖然各屋邨的大樓設計外貌相約，但卻會因應地盤大小作出不同的安排，如升降機大堂、樓梯的位置。從右面兩張圖片中，可見黃竹坑邨和元洲街邨雖然都是後期的設計，但樓梯的安排有明顯的分別：黃竹坑邨第10座的樓梯設於大廈尾部，元洲街邨第六座的樓梯則設於大廈的中間（類似第五型徙置大廈）
依建造年份，外牆設計、升降機及垃圾房之佈局亦有所不同。從同屬新型的黃竹坑邨與葵盛東邨圖片中，可見較早興建的黃竹坑邨大廈尾部樓梯對面設垃圾房，而較晚興建的葵盛東邨則改用徙置五型的設計，設於大廈核心。
此外，梨木樹邨其中一座新型政府廉租屋大廈（即第7座，現已拆卸）較為特別，該大廈與後期興建、採用第七型徙置大廈設計的第6座（仍存）相連。
最後一個建成的政府廉租屋邨位於白田，該邨的情況較特別，其作為政府廉租屋出租的樓宇，是採用第六型徙置大廈設計，政府因而把該邨命名為「白田政府新邨」。
日後的「第七型徙置大廈」及「30層大十字型大廈」亦是以新型政府廉租屋大廈作為藍本，包括單位佈局、闊度和升降機大堂設計等；而且，除興華（二）邨外，目前已建成的第七型徙置大廈及30層大十字型大廈，開建時擬作政府廉租屋邨（但由於施工期橫跨房委會成立前後，故此視為一般甲類屋邨）。
即使政府廉租屋有裝設升降機，但並非服務各層。例如元洲街邨第7座的兩組升降機，一組只停地下、7樓及11樓，另一組則停5樓、9樓及13樓，大多數居民均要上落至少一層才可歸家。
絕大部份政府廉租屋邨的樓宇均沒有中文名字，只有座號；且疑因「十三不祥」，座數較多的舊式政府廉租屋邨（長沙灣邨、黃大仙上邨及山谷道邨）均不設第13座，在第12座後直跳第14座，而新式政府廉租屋邨則沒有此情況出現。高超道邨更設有「第1A座」，座號設有英文字母後綴，在香港公共房屋當中罕見，而作為住宅用途的更絕無僅有。

## 現況

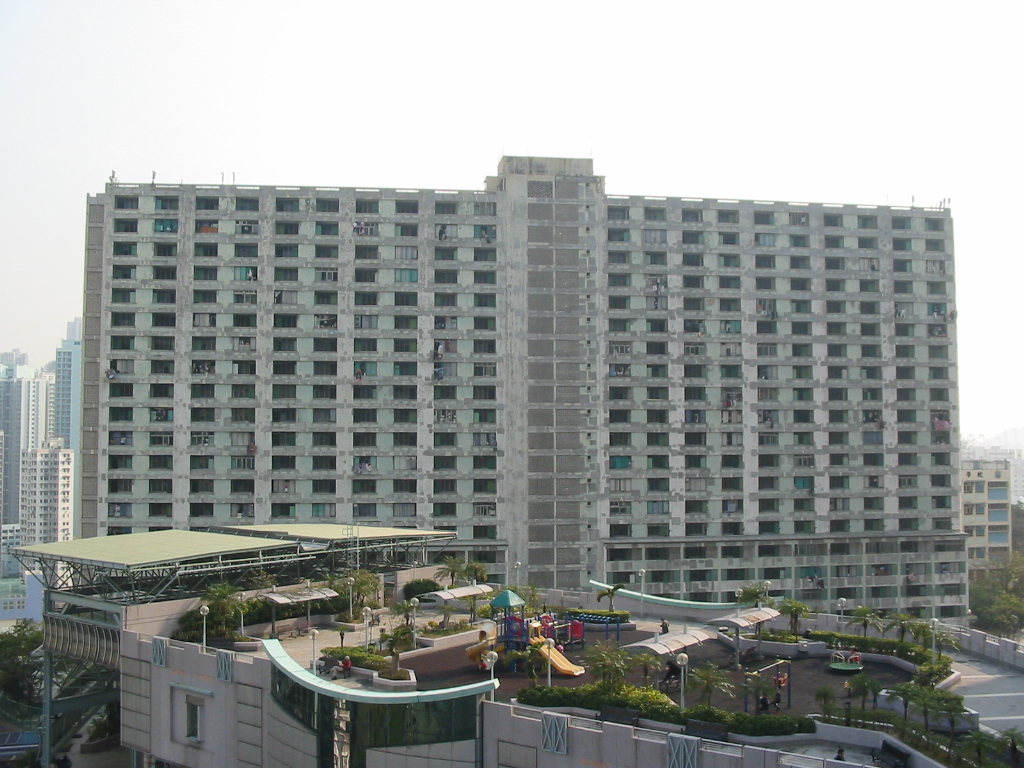
葵盛東邨第12座

由於這些屋邨是於1960至1970年代興建，有關當局缺乏監管，甚至牽涉貪污，以至這時期的公共房屋偷工減料情況嚴重。其實，自葵芳邨於1982年被發現出現結構性問題後，房屋署於1983年開始大規模檢驗全港公屋結構，發現當時樓齡5年以上800多座公屋，竟有超過500座不合格。至1986年26座問題公屋醜聞揭發，當中須即時拆卸的樓宇中有不少為政府廉租屋樓宇，例如葵芳邨第8，9，10和11座、葵興邨第3-5座、葵盛東邨第18及20座、黃竹坑邨第9座以及白田邨第14，15及16座。毋須即時拆卸的樓宇當中，亦有葵興邨第1座、石蔭邨第3座以及梨木樹邨第7及11座須安裝鋼架加固。因此在1987年，行政局通過長遠房屋策略，在2001年前將所有第三至六型公屋大廈（徙置屋邨）及政府廉租屋清拆重建，包括上述已安裝鋼架加固的樓宇。
黃竹坑邨於2009年清拆，是最後一批作為公屋的政府廉租屋樓宇；最後一座政府廉租屋樓宇是改作中轉房屋用途的葵盛東邨第12座，亦於2011年清拆。這些大廈拆卸後，政府廉租屋大廈正式走進歷史。

## 政府廉租屋邨列表
部分政府廉租屋邨曾與相鄰徙置區重名，當中「慈雲山」、「油塘灣」分別易名「沙田坳」及「高超道」。然而，原稱「龍翔道政府廉租屋邨」的屋邨則改名為「黃大仙政府廉租屋邨」，與黃大仙徙置區重名。
在1973年交予房委會時，絕大部分與徙置區重名的屋邨均加上「上邨」字，惟觀塘政府廉租屋邨加上所在道路名字，成為「觀塘（鯉魚門道）邨」」。
| 屋邨名稱 | 曾用名稱                              | 地區       | 座數 | 形式                                                                                 | 落成年份 | 拆卸年份       | 項目現況                                                                        |
| --- | ------------------------------------- | ---------- | ---- | ------------------------------------------------------------------------------------ | -------- | -------------- | ------------------------------------------------------------------------------- |
| 觀塘（鯉魚門道）邨 | 觀塘政府廉租屋邨                      | 九龍觀塘   | 7    | 舊式政府廉租屋                                                                       | 1962年   | 1997年         | 鯉安苑                                                                          |
| 黃大仙上邨 | 龍翔道政府廉租屋邨 黃大仙政府廉租屋邨 | 九龍黃大仙 | 19   | 1-12、14-15座： 舊式政府廉租屋 東、南、西、北及中座： 新式政府廉租屋（沒有獨立廁所） | 1963年   | 1997年至2002年 | 已重建 東部空地：停車場，交通交匯處，鳳德緊急救援樓及嗇色園「可悅居」過渡性房屋 |
| 長沙灣邨 | 長沙灣政府廉租屋邨                    | 九龍長沙灣 | 13   | 舊式政府廉租屋                                                                       | 1963年   | 2001年         | 麗翠苑                                                                          |
| 石硤尾邨 | 石硤尾政府廉租屋邨 石硤尾上邨         | 九龍石硤尾 | 7    | 舊式政府廉租屋                                                                       | 1964年   | 2000年         | 已重建                                                                          |
| 山谷道邨 | 山谷道政府廉租屋邨                    | 九龍何文田 | 16   | 舊式政府廉租屋                                                                       | 1964年   | 2001年至2002年 | 港鐵何文田站、天鑄、理大學生宿舍                                                |
| 牛頭角上邨 | 牛頭角政府廉租屋邨                    | 九龍牛頭角 | 9    | 1-5座：新式政府廉租屋（有獨立廁所） 9-12座：新式政府廉租屋（沒有獨立廁所）           | 1967年   | 1998年至2003年 | 已重建                                                                          |
| 沙田坳邨 | 慈雲山政府廉租屋邨 沙田坳政府廉租屋邨 | 九龍黃大仙 | 2    | 新式政府廉租屋（有獨立廁所）                                                         | 1967年   | 2002年         | 已重建                                                                          |
| 黃竹坑邨 | 黃竹坑政府廉租屋邨                    | 港島黃竹坑 | 10   | 新式政府廉租屋（有獨立廁所）                                                         | 1968年   | 1988年至2009年 | 港鐵南港島綫車廠及其上蓋港島南岸、黃竹坑站                                      |
| 石蔭邨 | 石蔭政府廉租屋邨                      | 新界葵涌   | 8    | 新式政府廉租屋（有獨立廁所）                                                         | 1968年   | 1995年至2001年 | 已重建                                                                          |
| 元洲街邨 | 元洲街政府廉租屋邨                    | 九龍長沙灣 | 8    | 新式政府廉租屋（有獨立廁所）                                                         | 1968年   | 1994年至2000年 | 重建後易名為元州邨                                                              |
| 葵興邨 | 葵芬政府廉租屋邨 葵興政府廉租屋邨     | 新界葵涌   | 5    | 新式政府廉租屋（有獨立廁所）                                                         | 1970年   | 1988年至1992年 | 已重建，為「租者置其屋」屋邨                                                    |
| 梨木樹邨 | 梨木樹政府廉租屋邨                    | 新界梨木樹 | 8    | 新式政府廉租屋（有獨立廁所）                                                         | 1970年   | 1994年至2000年 | 已重建                                                                          |
| 高超道邨 | 油塘灣政府廉租屋邨 高超道政府廉租屋邨 | 九龍觀塘   | 11   | 新式政府廉租屋（有獨立廁所）                                                         | 1971年   | 1990年至1997年 | 高怡邨、高俊苑、高翔苑                                                          |
| 葵芳邨 | 葵芳政府廉租屋邨                      | 新界葵涌   | 11   | 新式政府廉租屋（有獨立廁所）                                                         | 1971年   | 1985年至1997年 | 已重建                                                                          |
| 白田邨 | 白田政府新邨 白田上邨                 | 九龍深水埗 | 6    | 新式政府廉租屋 （原徙置大廈第六型）                                                  | 1971年   | 1989年至2000年 | 已重建                                                                          |
| 葵盛東邨 | 葵盛政府廉租屋邨 葵盛邨               | 新界葵涌   | 9    | 新式政府廉租屋（有獨立廁所）                                                         | 1972年   | 1989年至2011年 | 已重建                                                                          |
| 何文田邨 | 何文田政府廉租屋邨                    | 九龍何文田 | 8    | 新式政府廉租屋（有獨立廁所）                                                         | 1973年   | 2001年         | 何文田巴士總站、皓畋及One Homantin                                              |
| - 舊式政府廉租屋=57座 - 新式政府廉租屋（沒有獨立廁所）=9座 - 新式政府廉租屋（有獨立廁所）=85座 - 新式政府廉租屋（原徙置大廈第六型）=6座 - 合計=157座 |                                       |            |      |                                                                                      |          |                |                                                                                 |

## 興建期間由房委會接手的政府廉租屋邨
此等屋邨與同期擬建的徙置區，均統一使用了以新式政府廉租屋為藍本的第七型徙置大廈（算作舊長型大廈）或大十字型大廈，並且由工務司署為房委會代建（即使在1973年以後才招標亦然），部份屋邨樓宇有中文名字：
| 屋邨名稱                | 地區       | 座數 | 落成年份    | 拆卸年份     | 現況                                           | 備註                                                                |
| ----------------------- | ---------- | ---- | ----------- | ------------ | ---------------------------------------------- | ------------------------------------------------------------------- |
| 漁灣邨                  | 香港島柴灣 | 4    | 1977-1978年 | 未有計劃清拆 | 目前仍存                                       | 原先為漁灣政府廉租屋邨                                              |
| 美東邨（第6座美東樓）   | 九龍黃大仙 | 1    | 1974年      | 2021年       | 原預計於2020年11月開始工程，其後於2021年初清拆 | 原先為東頭村道政府廉租屋邨；房委會成立後首個建成屋邨；原擬建6座樓宇 |
| 石硤尾邨（第19至24座）  | 九龍石硤尾 | 6    | 1979-1982年 | 未有計劃清拆 | 目前仍存                                       | 為石硤尾新區重建計劃之一；原先為石硤尾政府廉租屋邨第二期            |
| 白田邨（第1-3及9-13座） | 九龍石硤尾 | 8    | 1975-1979年 | 2014-2023年  | 正逐步重建；9-11及13座亦已拆卸                 | 原先為白田上邨（前稱白田政府新邨）第二及三期                        |
| 順安邨                  | 九龍茶寮坳 | 4    | 1978-1980年 | 未有計劃清拆 | 目前仍存                                       | 原先為順安政府廉租屋邨                                              |
| 荔景邨                  | 新界葵涌   | 7    | 1975-1976年 | 未有計劃清拆 | 目前仍存                                       | 原先為荔景政府廉租屋邨                                              |
| 梨木樹邨（第1-6座）     | 新界荃灣   | 6    | 1975年      | 未有計劃清拆 | 目前仍存，劃入梨木樹（二）邨                   | 原先為梨木樹政府廉租屋邨第二期                                      |
| 葵盛西邨                | 新界葵涌   | 10   | 1975-1977年 | 未有計劃清拆 | 目前仍存                                       | 原先為葵盛政府廉租屋邨第二及三期                                    |
| 瀝源邨                  | 新界沙田   | 7    | 1975-1976年 | 未有計劃清拆 | 目前仍存                                       | 原先為沙田政府廉租屋邨                                              |
| 大興邨                  | 新界屯門   | 7    | 1977-1979年 | 未有計劃清拆 | 目前仍存                                       | 原先為屯門政府廉租屋邨                                              |

註：興華二邨同樣採用第七型設計，但最初為徙置事務處項目，因此不列入上表。

## 直到停建前沒有興建的政府廉租屋邨
此等屋邨與同期擬建的徙置區，均統一使用了以新式政府廉租屋為藍本的第七型徙置大廈（算作舊長型大廈），並且由工務司署為房委會代建：
| 屋邨名稱 | 地區     | 座數 | 按照原本規劃的預計落成年份 | 現況                       | 備註                     |
| -------- | -------- | ---- | -------------------------- | -------------------------- | ------------------------ |
| 白田壩邨 | 新界荃灣 | 6    | 1974-1975年                | 現址為港鐵荃灣車廠西面部分 | 原先為白田壩政府廉租屋邨 |

註：順利邨按照原本規劃同樣採用第七型設計，但最初為徙置事務處項目，因此不列入上表。